# Sphenoptera clarescens
Sphenoptera clarescens es una especie de escarabajo del género Sphenoptera, familia Buprestidae. Fue descrita científicamente por Kerremans en 1909.

## Distribución
Habita en la región paleártica.